# Irisbus Crealis

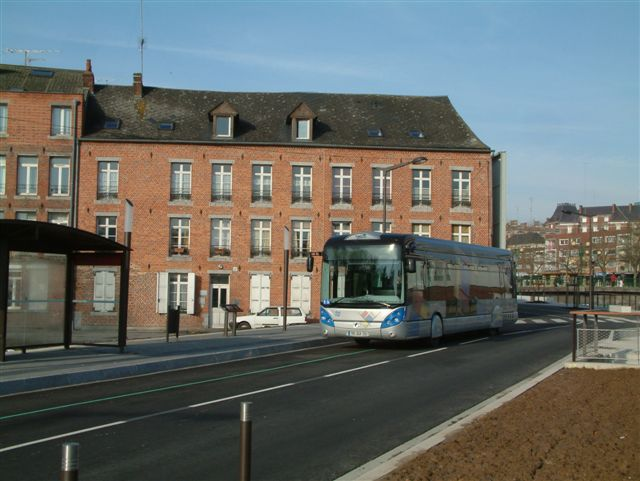
Irisbus Crealis standaard 12m van Stibus te Maubeuge.

De Irisbus Crealis of Iveco Bus Crealis is een low floor-autobus, geproduceerd van 2008 tot 2013 door de Franse busfabrikant Irisbus en vanaf 2014 door de Franse busfabrikant Iveco Bus. Dus bus wordt sinds 2008 geproduceerd in de Franse stad Annonay. De bus kan worden uitgerust met een optische golfgeleider. Tussen 2013 en 2014 lag de productie en ontwikkeling van de Crealis stil ten gunste van de Iveco Bus Urbanway. In 2014 werd de productie hervat en werd de Crealis ontwikkeld op basis van de  Urbanway. In 2023 kreeg de Crealis, net zoals de Urbanway een redesign, waarbij alleen de bussen iets langer werden.

## Versies
Er zijn acht versies van de Crealis. Deze versies verschillen niet alleen qua lengte, maar ook qua uiterlijk. De acht versies zijn opgedeeld in twee klassen:
- De Standaardklasse
- De NEO-klasse.

Vanaf 2013 is alleen nog maar de NEO-klasse in productie.

### Standaardklasse
De standaardversie is qua uiterlijk vergelijkbaar met de Irisbus Citelis. Echter zijn er een aantal punten anders dan de Citelis. Zo is de Crealis meer vloeiender en hebben alle wielen (bij de meeste bussen) een kap de wielen. Deze versie is in de volgende lengtes en aandrijving verkrijgbaar:
- 12m diesel;
- 18m diesel;
- 12m CNG;
- 18m CNG;

### NEO-klasse
De NEO-versie is in vergelijking met de standaardversie, meer vloeiender, ronder, futuristischer en langer. Deze versie is in de volgende lengtes en aandrijving verkrijgbaar:
- 12m diesel;
- 18m diesel;
- 12m CNG;
- 18m CNG;
- 12m hybride;
- 18m hybride;

## Technische specificaties (2008 - 2013)
|                             | 12m diesel                         | 18m diesel                         | 12m NEO diesel                     | 18m NEO diesel                     | 12m CNG                            | 18m CNG                            | 12m NEO CNG                        | 18m NEO CNG                        |
| --------------------------- | ---------------------------------- | ---------------------------------- | ---------------------------------- | ---------------------------------- | ---------------------------------- | ---------------------------------- | ---------------------------------- | ---------------------------------- |
| Lengte                      | 11 990 mm                          | 17 900 mm                          | 12 330 mm                          | 18 240 mm                          | 11 990 mm                          | 17 900 mm                          | 12 330 mm                          | 18 240 mm                          |
| Breedte                     | 2 550 mm                           | 2 550 mm                           | 2 550 mm                           | 2 550 mm                           | 2 550 mm                           | 2 550 mm                           | 2 550 mm                           | 2 550 mm                           |
| Hoogte                      | 3 120 mm                           | 3 120 mm                           | 3 120 mm                           | 3 120 mm                           | 3 301 mm                           | 3 301 mm                           | 3 301 mm                           | 3 301 mm                           |
| Wielbasis                   | 6 120 mm                           | 5 355 / 6 675 mm                   | 6 120 mm                           | 5 355 / 6 675 mm                   | 6 120 mm                           | 5 355 / 6 675 mm                   | 6 120 mm                           | 5 355 / 6 675 mm                   |
| Vooroverbouw                | 2 710 mm                           | 3 050 mm                           | 2 710 mm                           | 3 050 mm                           | 2 710 mm                           | 3 050 mm                           | 2 710 mm                           | 3 050 mm                           |
| Achteroverbouw              | 3 160 mm                           | 3 160 mm                           | 3 160 mm                           | 3 160 mm                           | 3 160 mm                           | 3 160 mm                           | 3 160 mm                           | 3 160 mm                           |
| Instaphoogte voor           | 320 mm                             | 320 mm                             | 320 mm                             | 320 mm                             | 320 mm                             | 320 mm                             | 320 mm                             | 320 mm                             |
| Instaphoogte midden         | 330 mm                             | 330 mm                             | 330 mm                             | 330 mm                             | 330 mm                             | 330 mm                             | 330 mm                             | 330 mm                             |
| Instaphoogte achter         | 330 mm                             | 330 mm                             | 330 mm                             | 330 mm                             | 330 mm                             | 330 mm                             | 330 mm                             | 330 mm                             |
| Draaicirkel (buitendraai)   | 10 785 mm                          | 10 966 mm                          | 11 703 mm                          | 11 782 mm                          | 10 785 mm                          | 10 966 mm                          | 11 703 mm                          | 11 782 mm                          |
| Draaicirkel (binnendraai)   | 9 000 mm                           | 10 260 mm                          | 9 000 mm                           | 10 260 mm                          | 9 000 mm                           | 10 260 mm                          | 9 000 mm                           | 10 260 mm                          |
| Motor                       | EEV Euro 4 / 5 IVECO Cursor 8 F2B  | EEV Euro 4 / 5 IVECO Cursor 8 F2B  | EEV Euro 4 / 5 IVECO Cursor 8 F2B  | EEV Euro 4 / 5 IVECO Cursor 8 F2B  | EEV IVECO Cursor 8 F2G             | EEV IVECO Cursor 8 F2G             | EEV IVECO Cursor 8 F2G             | EEV IVECO Cursor 8 F2G             |
| Vermogen                    | 180 kW (245 pk) of 213 kW (290 pk) | 180 kW (245 pk) of 213 kW (290 pk) | 213 kW (290 pk) of 280 kW (380 pk) | 213 kW (290 pk) of 280 kW (380 pk) | 180 kW (245 pk) of 213 kW (290 pk) | 180 kW (245 pk) of 213 kW (290 pk) | 213 kW (290 pk) of 243 kW (330 pk) | 213 kW (290 pk) of 243 kW (330 pk) |
| Versnellingsbak             | Automaat Voith of ZF               | Automaat Voith of ZF               | Automaat Voith of ZF               | Automaat Voith of ZF               | Automaat Voith of ZF               | Automaat Voith of ZF               | Automaat Voith of ZF               | Automaat Voith of ZF               |
| Aantal zitplaatsen1         | 20 tot 37 personen                 | 20 tot 37 personen                 | 31 tot 49 personen                 | 30 tot 49 personen                 | 20 tot 37 personen                 | 20 tot 37 personen                 | 32 tot 51 personen                 | 32 tot 51 personen                 |
| Maximaal aantal passagiers2 | ca. 97 personen                    | ca. 104 personen                   | ca. 130 personen                   | ca. 137 personen                   | ca. 102 personen                   | ca. 109 personen                   | ca. 140 personen                   | ca. 147 personen                   |

1= afhankelijk van het aantal deuren en stoelindeling; 2= inclusief staanplaatsen

## Technische specificaties (2013 - 2023)
|                           | 12m NEO diesel                                  | 18m NEO diesel                                  | 12m NEO CNG                | 18m NEO CNG                | 12m NEO Hybrid             | 18m NEO hybrid             |
| ------------------------- | ----------------------------------------------- | ----------------------------------------------- | -------------------------- | -------------------------- | -------------------------- | -------------------------- |
| Lengte                    | 12 485 mm                                       | 18 395 mm                                       | 12 485 mm                  | 18 395 mm                  | 12 485 mm                  | 18 395 mm                  |
| Breedte                   | 2 550 mm                                        | 2 550 mm                                        | 2 550 mm                   | 2 550 mm                   | 2 550 mm                   | 2 550 mm                   |
| Hoogte                    | 3 301 mm                                        | 3 323 mm                                        | 3 301 mm                   | 3 323 mm                   | 3 301 mm                   | 3 323 mm                   |
| Wielbasis                 | 6 120 mm                                        | 5 355 / 6 675 mm                                | 6 120 mm                   | 5 355 / 6 675 mm           | 6 120 mm                   | 5 355 / 6 675 mm           |
| Vooroverbouw              | 3 195 mm                                        | 3 195 mm                                        | 3 195 mm                   | 3 195 mm                   | 3 195 mm                   | 3 195 mm                   |
| Achteroverbouw            | 3 170 mm                                        | 3 170 mm                                        | 3 170 mm                   | 3 170 mm                   | 3 170 mm                   | 3 170 mm                   |
| Instaphoogte voor         | 320 mm                                          | 320 mm                                          | 320 mm                     | 320 mm                     | 320 mm                     | 320 mm                     |
| Instaphoogte midden       | 330 mm                                          | 330 mm                                          | 330 mm                     | 330 mm                     | 330 mm                     | 330 mm                     |
| Instaphoogte achter       | 330 mm                                          | 330 mm                                          | 330 mm                     | 330 mm                     | 330 mm                     | 330 mm                     |
| Draaicirkel (buitendraai) | 11 703 mm                                       | 11 782 mm                                       | 11 703 mm                  | 11 782 mm                  | 11 703 mm                  | 11 782 mm                  |
| Draaicirkel (binnendraai) | 9 000 mm                                        | 10 260 mm                                       | 9 000 mm                   | 10 260 mm                  | 9 000 mm                   | 10 260 mm                  |
| Motor                     | EEV Euro VI IVECO Cursor 9 EEV Euro VI Tector 7 | EEV Euro VI IVECO Cursor 9 EEV Euro VI Tector 7 | EEV Euro VI IVECO Cursor 8 | EEV Euro VI IVECO Cursor 8 | EEV Euro VI IVECO Tector 7 | EEV Euro VI IVECO Tector 7 |

## Technische specificaties (2023 - heden)
|                     | 12m diesel                   | 12m CNG                          | 18m CNG                          | 12m Hybrid diesel            | 18m hybrid diesel            | 12m Hybrid CNG                   | 18m hybrid CNG                   |
| ------------------- | ---------------------------- | -------------------------------- | -------------------------------- | ---------------------------- | ---------------------------- | -------------------------------- | -------------------------------- |
| Lengte              | 12 567 mm                    | 12 567 mm                        | 18 447 mm                        | 12 567 mm                    | 18 447 mm                    | 12 567 mm                        | 18 447 mm                        |
| Breedte             | 2 500 mm                     | 2 500 mm                         | 2 500 mm                         | 2 500 mm                     | 2 500 mm                     | 2 500 mm                         | 2 500 mm                         |
| Hoogte              | 3 071 mm                     | 3 300 mm / 3 327 mm1             | 3 300 mm / 3 327 mm1             | 3 165 mm                     | 3 165 mm                     | 3 300 mm / 3 327 mm1             | 3 300 mm / 3 327 mm1             |
| Wielbasis           | 6 120 mm                     | 6 120 mm                         | 5 355 / 6 675 mm                 | 6 120 mm                     | 5 355 / 6 675 mm             | 6 120 mm                         | 5 355 / 6 675 mm                 |
| Vooroverbouw        | 3 197 mm                     | 2 773 mm                         | 2 773 mm                         | 3 197 mm                     | 3 197 mm                     | 2 773 mm                         | 2 773 mm                         |
| Achteroverbouw      | 3 250 mm                     | 3 250 mm                         | 3 250 mm                         | 3 250 mm                     | 3 250 mm                     | 3 250 mm                         | 3 250 mm                         |
| Instaphoogte voor   | 320 mm                       | 320 mm                           | 320 mm                           | 320 mm                       | 320 mm                       | 320 mm                           | 320 mm                           |
| Instaphoogte midden | 330 mm                       | 330 mm                           | 330 mm                           | 330 mm                       | 330 mm                       | 330 mm                           | 330 mm                           |
| Instaphoogte achter | 340 mm                       | 340 mm                           | 340 mm                           | 340 mm                       | 340 mm                       | 340 mm                           | 340 mm                           |
| Motor               | EEV Euro VI/E IVECO Cursor 9 | EEV Euro VI/E IVECO Cursor 9 CNG | EEV Euro VI/E IVECO Cursor 9 CNG | EEV Euro VI/E IVECO Cursor 9 | EEV Euro VI/E IVECO Cursor 9 | EEV Euro VI/E IVECO Cursor 9 CNG | EEV Euro VI/E IVECO Cursor 9 CNG |
| Vermogen            | 228 kW                       | 228 kW                           | 265 kW                           | 228 kW                       | 265 kW                       | 228 kW                           | 265 kW                           |
| Versnellingsbak     | ZF Ecolife 2                 | ZF Ecolife 2                     | ZF Ecolife 2                     | ZF Ecolife 2                 | ZF Ecolife 2                 | ZF Ecolife 2                     | ZF Ecolife 2                     |

1=Afhankelijk van de type CNG-cylinder (CNG 3 of CNG 4)

## Inzet
In Nederland komt deze bus niet voor, maar de bus komt wel voor in onder andere Albanië en Frankrijk.
| Bedrijf          | Type                       | Serie       | Aantal  | Inzet                               | Opmerking                        | Afbeelding |
| Albanië          | Albanië                    | Albanië     | Albanië | Albanië                             | Albanië                          | Albanië    |
| ---------------- | -------------------------- | ----------- | ------- | ----------------------------------- | -------------------------------- | ---------- |
| Stadsbus Tirana  | 12m standaardklasse diesel | TR 7209R    | 1       | Stasdienst Tirana                   |                                  |            |
| Frankrijk        |                            |             |         |                                     |                                  |            |
| Calais opale bus | 12m NEO klasse diesel      | 90 - 97     | 8       | Calais                              |                                  |            |
| DK'Bus Marine    | 12m NEO klasse diesel      | 501 - 512   | 12      | Stadsdienst Duinkerke               |                                  |            |
| DK'Bus Marine    | 18m NEO-klasse diesel      | 801 - 810   | 10      | Stadsdienst Duinkerke               |                                  |            |
| DK'Bus Marine    | 18m NEO-klasse CNG         | 851 - 853   | 3       | Stadsdienst Duinkerke               |                                  |            |
| Kicéo            | 12m NEO-klasse diesel      | 184 - 193   | 10      | Stadsdienst Vannes                  |                                  |            |
| Marinéo          | 12m NEO-klasse diesel      | 173 - 176   | 4       | Boulogne-sur-Mer                    |                                  |            |
| RATP             | 18m standaardklasse diesel | 4001 - 4002 | 2       | TVM-netwerk                         |                                  |            |
| RATP             | 18m NEO-klasse diesel      | 393         | 1       | TVM-netwerk                         |                                  |            |
| STAN             | 18m NEO-klasse CNG         | 602 - 626   | 25      | Stadsdienst Nancy (HOV-lijnen)      | Doen dienst op lijn 2 (Stanway)  |            |
| STAN             | 18m NEO-klasse CNG         | 627 - 641   | 15      | Stadsdienst Nancy (HOV-lijnen)      | Doen dienst op lijn 3 (Stanway)  |            |
| Stibus           | 12m standaardklasse diesel | ??          | 18      | Stadsdienst Maubeuge                |                                  |            |
| Stibus           | 18m standaardklasse diesel | ??          | 2       | Stadsdienst Maubeuge                |                                  |            |
| Stibus           | 12m NEO-klasse diesel      | ??          | 11      | Stadsdienst Maubeuge                |                                  |            |
| Stibus           | 18m NEO-klasse diesel      | ??          | 4       | Stadsdienst Maubeuge                |                                  |            |
| T2C              | 18m NEO-klasse diesel      | 801 - 814   | 14      | Stadsdienst Clermont-Ferrand Lijn B |                                  |            |
| T2C              | 18m NEO-klasse diesel      | ??? - ???   | 12      | Stadsdienst Clermont-Ferrand Lijn C |                                  |            |
| TanGO!           | 18m NEO-klasse diesel      | 701 - 711   | 11      | Stadsdienst Nîmes                   |                                  |            |
| TCAR             | 18m NEO-klasse diesel      | 6201 - 6238 | 38      | Stadsdienst Rouen (TEOR-lijnen)     | Rijden op biodiesel              |            |
| TCL              | 12m standaardklasse diesel | ????        | 1       | Stadsdienst Lyon                    | Demobus                          |            |
| Transdev         | 12m NEO-klasse diesel      | 07 - 18     | 12      | T Zen (Moissy-Cramayel)             | Voormalig Veolia Transport       |            |
| Veolia Transport | 12m NEO-klasse diesel      | 07 - 18     | 12      | T Zen (Moissy-Cramayel)             | Werden doorverkocht aan Transdev |            |

## Externe link

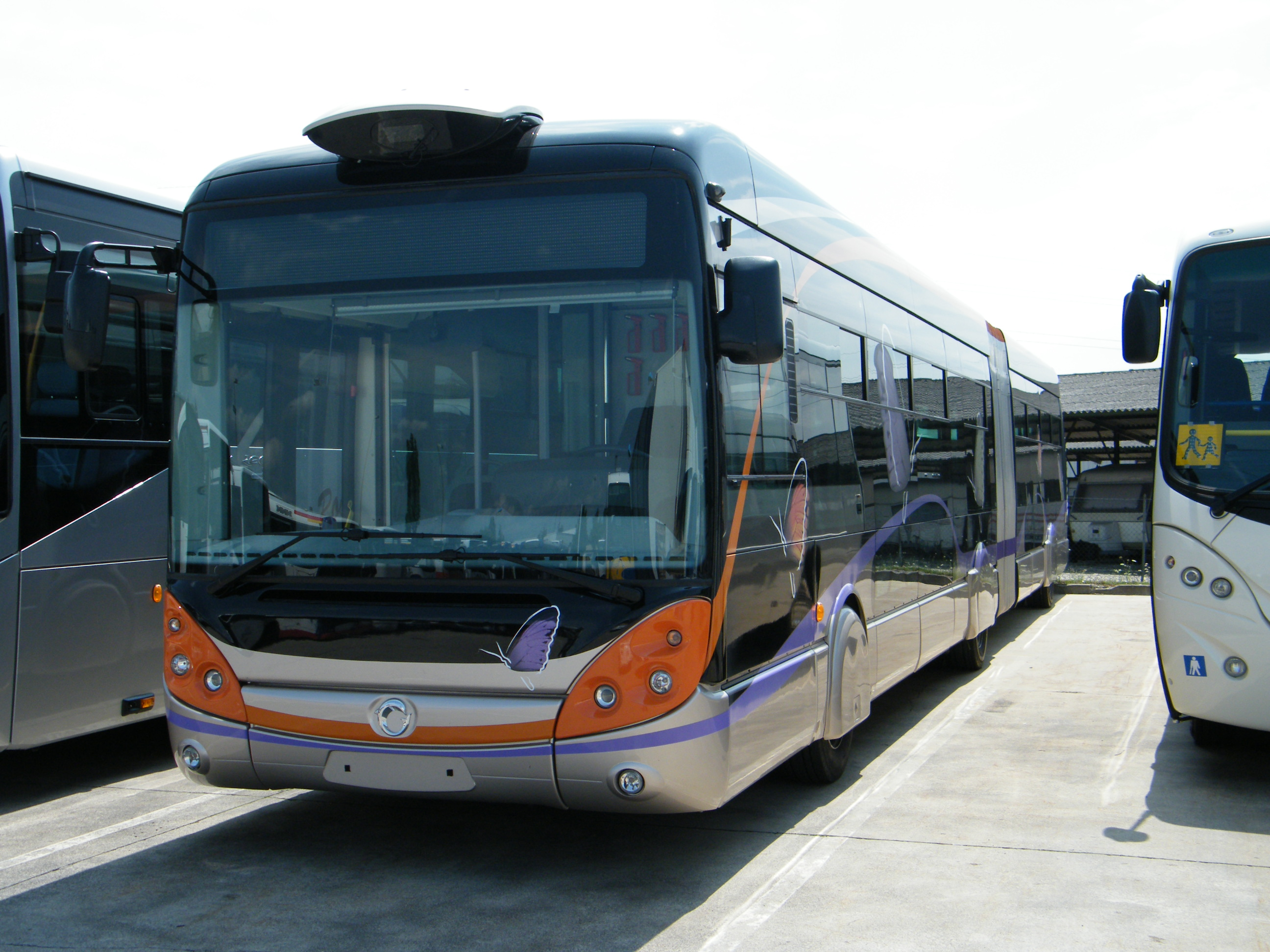
Exterieur van de Irisbus Crealis met de kap op de wielen
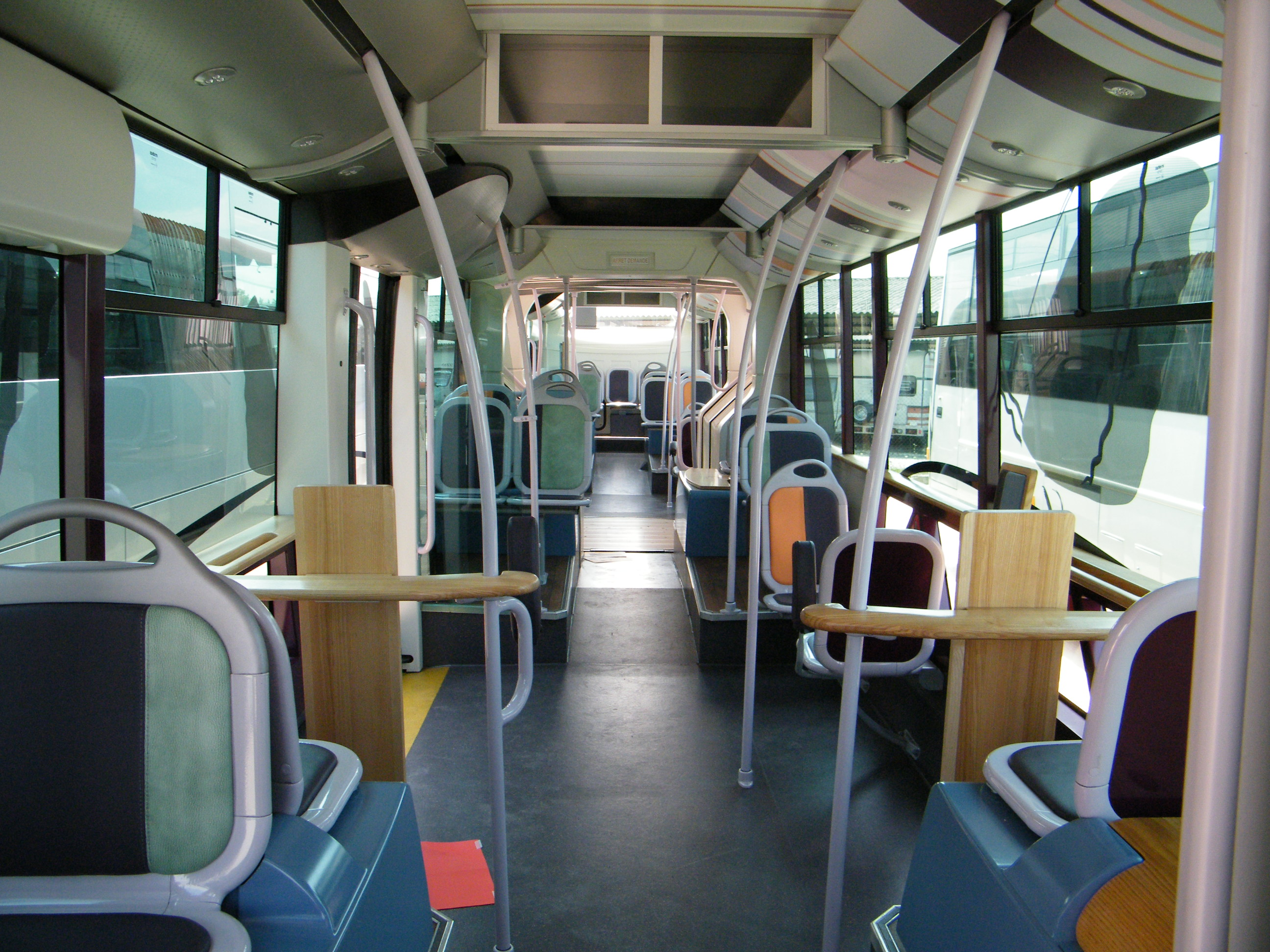
Interieur van de Iribus Crealis
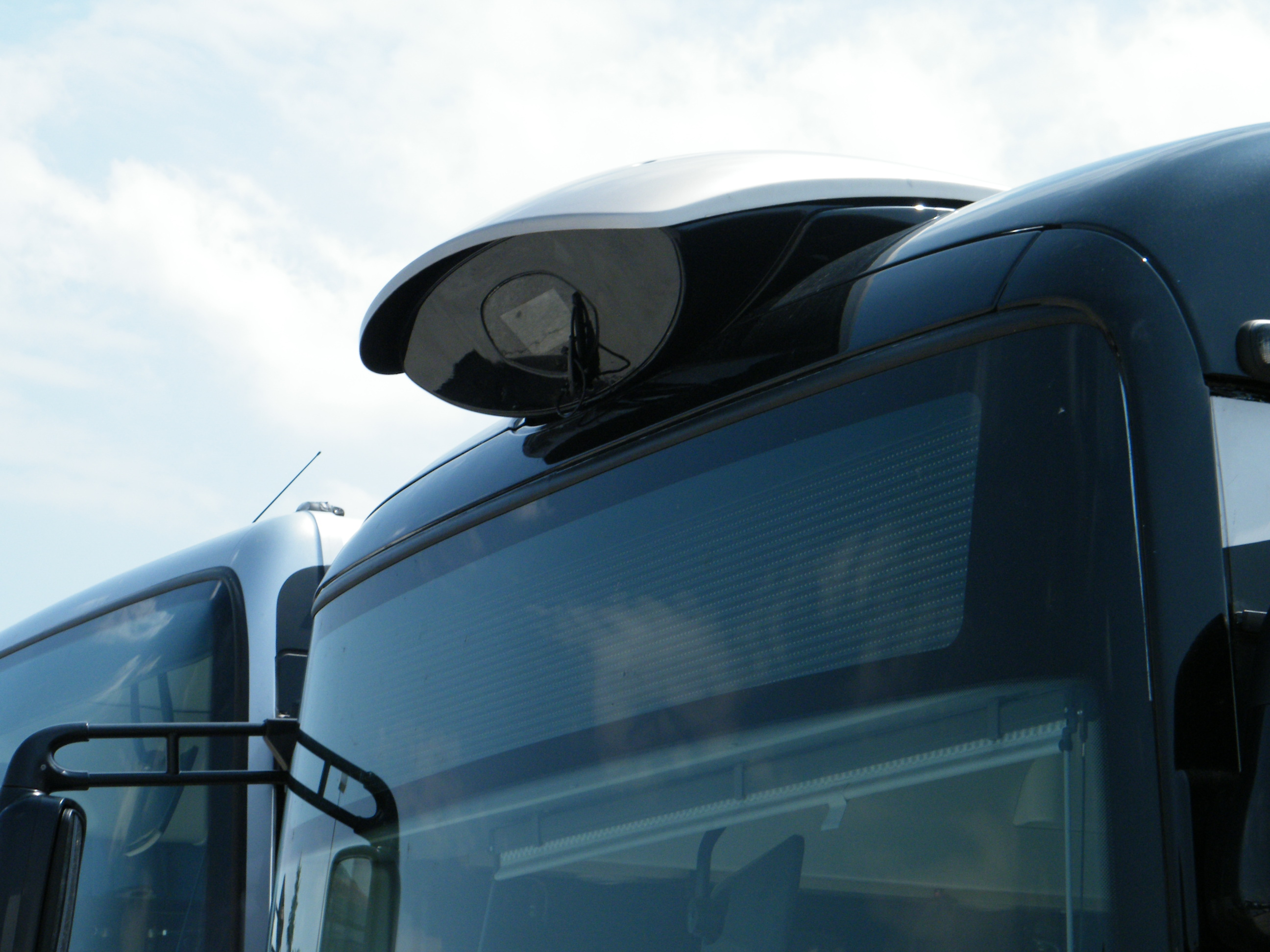
Optische camera van de Irisbus Crealis